# كارولين رانسوم ويليامز
كارولين رانسوم ويليامز (بالإنجليزية: Caroline L. Ransom)‏ (24 فبراير 1872 - 1 فبراير 1952) كانت عالمة مصريات وعالمة آثار كلاسيكية. كانت أول امرأة أمريكية يتم تدريبها بشكلٍ مهني كعالمة مصريات. عملت على نطاق واسع مع متحف المتروبوليتان للفنون في نيويورك وغيرها من المؤسسات الكبرى التي تضم مجموعات أثرية مصرية، ونشرت كتباً عدة منها: دراسات عن الأثاث القديم (1905)، وقبر بيرنب (1916)، وزخرفة قبر بيرنب: التكنيك والألوان التقليدية (1932)، بالإضافة إلى كتبٍ أخرى.

## بداية حياتها وتعليمها
ولدت كارولين لويز رانسوم في 24 فبراير 1872 لجون وإيلا راندولف رانسوم، ميثوديين ثريّين في توليدو، أوهايو. التحقت رانسوم بكلية ليك إري وكلية ماونت هوليوك حيث حصلت على درجة البكالوريوس في عام 1896، وأصحبت عضوةً في جمعية فاي بيتا كابا.
قامت عمتها لويز فيتز راندولف بتدريس علم الآثار وتاريخ الفن في كلية ماونت هوليوك، وكان لها تأثير قوي على كارولين لويز. بعد التخرج من الكلية، رافقت رانسوم خالتها إلى أوروبا ومصر، قبل قيامها بالتدريس لمدة عام في كلية ليك إيري.
في عام 1898، التحقت رانسوم ببرنامجٍ تدريسيٍ جديد يخص علم المصريات بجامعة شيكاغو. كان هذا البرنامج الأول من نوعه في الولايات المتحدة، وكانت كارولين رانسوم أول امرأةٍ تلتحق بالبرنامج. حصلت على درجة الماجستير في علم الآثار الكلاسيكية والمصريات في عام 1900. أصبح مدير المعهد الشرقي في شيكاغو، جيمس هنري بريستد، ليس فقط مرشداً بل صديقاً ومراسلاً مدى الحياة لرانسوم. تُحفظ رسائلهما في أرشيف المعهد الشرقي..
شجعت بريستد رانسوم على إكمال دراساتها في الخارج. قضت بعض الوقت في أثينا، حيث حضرت محاضرات في المدرسة الأمريكية للدراسات الكلاسيكية في أثينا وزارت المتحف الأثري الوطني هناك. كما سافرت إلى ألمانيا، حيث درست في جامعة برلين من عام 1900 إلى عام 1903 مع أدولف إرمان. وحصلت مساعدة مالية في القسم المصري من متحف برلين في عام 1903.
بالعودة إلى شيكاغو، كتبت رانسوم أطروحة الدكتوراه الخاصة بها تحت إشراف بريستد. وفي عام 1905، حصلت رانسوم على شهادة الدكتوراه في علم المصريات، لتصبح بذلك أول امرأة أمريكية تحصل على درجة علمية متقدمة في هذا المجال. تم نشر أطروحتها في عام 1905 بعنوان «دراسات الأثاث القديم: أرائك وأسرّة الإغريق، والأتروسكانيين، والرومان» من قبل مطبعة جامعة شيكاغو. تمت الإشادة برانسوم لعملها «الشمولي والعقلاني» وقدرتها على جذب كلٍ من الطالب الكلاسيكي والقارئ العام.

## حياتها المهنية
من عام 1905 إلى عام 1910، عملت رانسوم كأستاذةٍ مساعدة في علم الآثار والفنون في كلية برين ماور في بنسلفانيا، وأصبحت في نهاية المطاف رئيسةً لقسمها. كما عملت أيضاً في لجنة إدارة المدرسة الأمريكية للدراسات الكلاسيكية في أثينا. في عام 1909، أصبحت رانسوم أول عضوةٍ أنثى في المعهد الأثري الألماني، الذي تم تأسيسه في عام 1898. وشاركت أيضاً في الجمعية الشرقية الألمانية. ربطت هذه المناصب والانتمائات رانسوم بمجتمعٍ دولي من العلماء وعززت مكانتها كعضو نشطة في العالم الأكاديمي. بين عامي 1909 و1910 كانت نائبة لرئيس فرع بنسلفانيا للمعهد الأثري الأمريكي.
في عام 1910، أصبحت رانسوم أمينة مساعدة في قسم الفن المصري في متحف متروبوليتان للفنون في نيويورك تحت إشراف الأمين الرئيسي ألبرت م. ليثغو من 1910 إلى 1916، حيث عملت على القطع الأثرية في المجموعات، وشاركت في تأليف «كتيب المجموعة المصرية للمتحف» (1911). في عام 1912، حصلت رانسوم على الدكتوراه الفخرية من كلية ماونت هوليوك في ذكرى مرور 75 عاماً على تأسيسها.
بين عامي 1913 و1916، تم نقل قبر بيرنب من مصر وأعيد بناؤه في متحف متروبوليتان. بينما كان ليثجو وآخرون في الميدان خلال فصل الشتاء، أشرفت رانسوم على الجانب الأمريكي من العمل. شمل ذلك الإدارة والتخطيط لاستقبال وتثبيت قطع القبر، وافتتاح المعرض. استغرق إعادة بناء القبر ثلاث سنوات. وافتتح للعامة في عام 1916. رافق الافتتاح نشر كتيب يتكون من 80 صفحة بعنوان «قبر بيرنب»، حيث تشارك ليثجو ورانسوم في كتابته.
في عام 1916 تزوجت رانسوم من جرانت ويليامز، مطور عقاري في توليدو، أوهايو، وعادا إلى هناك ليعيشا. على الرغم من عدم انجابهما أي أطفال، إلا أن الالتزامات العائلية تجاه زوجها وأمها العجوز حدّت من قدرة رانسوم على الوفاء بالتزاماتها المهنية الرئيسية. واصلت العمل مع متحف متروبوليتان للفنون والجمعية التاريخية في نيويورك عبر الانتقال من توليدو، أوهايو، إلى نيويورك عدة مرات في السنة. في شتاء عامي 1916 و1917 ، قامت رانسوم بفهرسة المجموعات المصرية لمتحف كليفلاند للفنون ومعهد الفنون في مينيابوليس. في عام 1918، فهرست المقتنيات المصرية لمتحف ديترويت للفن ومتحف توليدو للفنون. ومن عام 1917 إلى عام 1924، عملت كأمينةٍ للممتلكات المصرية في الجمعية التاريخية في نيويورك، حيث فهرست مجموعة أبوت للآثار المصرية. 
خلال موسم عامي 1962 و1927، شاركت رانسوم في المسح الكتابي للنقوش في الأقصر، بدعوة من بريستد من جامعة شيكاغو. كانت واحدة من أربعة علماء نقوش في طاقم العمل، الآخرون هم ويليام ف. إدجيرتون، جون ويلسون ومدير الموقع هارولد هـ. نيلسون. في تقرير المعهد الشرقي، أعرب بريستد عن «تقديره العميق لأن الدكتورة وليامز عملت موسماً كاملاً في مدينة هابو بدافع الاهتمام التام بالمشروع وبدون أجرٍ تقريباً.» عملت رانسوم وليامز في معبد رمسيس الثالث في مدينة هابو. لها الفضل الكبير في وضع معايير نقشية لعمل المجموعة، بمساعدة إدجيرتون وويلسون.
في عامي 1927 و1928 عملت كأول محاضرة في الفن المصري وعلم الآثار في جامعة ميشيغان. وفي عام 1929، أصبحت رانسوم ويليامز رئيسة فرع الوسط الغربي للجمعية الشرقية الأمريكية. وقد كانت أول موظفةٍ أنثى في المجموعة.
في عام 1932، نشرت كتاب «زخرفة قبر بيرنب: التكنيك والألوان التقليدية.» كان الكتاب عبارة عن دراسة لقبر بيرنب، والتي تم نقله من مصر وأعيد بناؤه في متحف متروبوليتان بين عامي 1913 و1916.
حوالي عام 1935، عملت رانسوم وليامز مع معهد مينيابوليس للفنون لفهرسة مجموعة دريكسل. عادت إلى مصر في الفترة الواقعة بين عامي 1935 و1936 للعمل على نصوص التوابيت في المتحف المصري في القاهرة. في عام 1937 حصلت على درجة فخرية من جامعة توليدو.
توفي زوجها جرانت ويليامز في 24 ديسمبر 1942، بعد معاناة طويلةٍ مع المرض. وتوفيت هي في 1 فبراير 1952، بعد معاناة قصيرةٍ مع المرض.